# Al-Moendhir III ibn al-Harith
Al-Moendhir III ibn al-Harith (المنذر بن الحارث), in Griekse bronnen bekend als Alamoundaros (Φλάβιος Ἀλαμούνδαρος), was koning van de Ghassaniden van 569 tot circa 581. Hij was de zoon van Al-Harith ibn Djabala, die hij opvolgde na zijn dood, als phylarch. De Ghassaniden waren bondgenoten van het Byzantijnse Rijk en verdedigden de oostgrens tegen de Lakhmiden, bondegenoten van de Sassaniden. Zijn betrekkingen met Byzantium waren ambivalent, aan de ene kant was hij een bekwame legeraanvoerder aan de andere kant steunde hij de monofysitische kerk, wat door de Byzantijnse keizers werd bestreden.

## Levensloop
Kort na de dood van Al-Harith viel de nieuwe vorst van de Lakhmiden zijn land binnen. Dit leidde tot een reeks schermutselingen, die Al-Moendhir zal winnen. Na dit succes vroeg hij aan de Byzantijnse keizer Justinus II om een beloning in goud voor zijn mannen. Dit verzoek maakte Justinus boos en de keizer smeedde plannen om Al-Moendhir in de val te lokken en hem te laten doden. De brief viel in de handen van Al-Moendhir, die vervolgens zijn betrekkingen met het rijk verbrak en weigerde zijn troepen in te zetten tijdens de oorlog met Perzië die in 572 begon.
Na de val van Dara in 573 werd keizer Justinus waanzinnig. Het duurde tot 575 en de bemiddeling van de generaal Justinianus vooraleer Al-Moendhir zich met Byzantium verzoende. Onmiddellijk na deze verzoening verzamelde hij een leger en lanceerde een aanval op Hira, de hoofdstad van de Lakhmiden, misschien wel de grootste, rijkste en cultureel de meest levendige stad van de Arabische wereld op dat moment. De stad werd geplunderd en in brand gestoken, behalve de kerken. Volgens Johannes van Efeze schonk Al-Moendhir veel van zijn buit aan de kloosters en de armen. In hetzelfde jaar bezocht hij Constantinopel, waar hij een kroon of diadeem (stemma) ontving, wat zijn rol als Byzantiums belangrijkste Arabische klantenkoning bevestigde.
De oorlog met Perzië werd onderbroken door een wapenstilstand van drie jaar. In 578 werden de vijandelijkheden hernieuwd, maar de bronnen over de periode, hoe fragmentarisch ze ook zijn, vermelden geen Ghassanidische deelname gedurende de eerste twee jaar. In 580 werd Al-Moendhir opnieuw uitgenodigd door nieuwe keizer Tiberius II Constantijn om de hoofdstad te bezoeken. Hij arriveerde op 8 februari in de stad, vergezeld van twee van zijn zonen en werd er rijkelijk ontvangen. Bij deze gelegenheid kreeg hij, naast een veelvoud van andere geschenken, ook een koninklijke kroon in plaats van een diadeem, die hem eerder was toegekend. 
Toen hij in Constantinopel was, kreeg Al-Moendhir de toestemming van de keizer om een monofysitische kerkraad te houden, die op 2 maart 580 bijeenkwam. Deze raad slaagde erin, zij het voor een korte tijd, de verschillende facties en sekten van de monofysieten met elkaar te verzoenen. Het doel van Al-Moendhir was om de ruzie tussen Jacob Baradaeus en Paul de Zwarte, de monofysitische patriarch van Antiochië te beslechten. Voordat hij de keizerlijke hoofdstad verliet, kreeg hij ook de belofte van de keizer, dat de vervolging van de monofysieten zou worden gestaakt. Toen hij naar huis terugkeerde, ontdekte Al-Moendhir dat de Lakhmiden samen met de Perzen tijdens zijn afwezigheid gebruik hadden gemaakt om zijn land binnen te vallen. Hij verzamelde zijn troepen, versloeg ze en keerde beladen naar huis terug.
In de zomer van 580 of 581 vervoegde hij zich bij de Byzantijnse strijdkrachten onder leiding van magister militum per Orientem Mauricius voor een campagne diep in Perzisch grondgebied. De gecombineerde strijdmacht trok langs de rivier naar het zuiden, vergezeld van een vloot. Het geallieerde leger trok verder tot het centrum van Mesopotamië bereikte. In het zicht van de Perzische hoofdstad Ctesiphon vonden ze de brug over de Eufraat vernietigd. Noodgedwongen moesten ze zich terug te trekken, vooral omdat de Perzen van de situatie gebruik hadden gemaakt om Edessa de hoofdstad van Osroene te plunderen. De terugtocht was zwaar voor het uitgeputte leger en Maurice en Al-Moendhir begonnen elkaar te verwijten over het mislukken van de expeditie. Toch slaagden ze erin de Perzen terug te slaan. Toen hij terugkeerde naar zijn land, ontdekte Al-Moendhir dat Lakhmiden opnieuw een aanval op zijn rijk voorbereidden. Hij versloeg hen volledig, het zou zijn laatste overwinning zijn.

## Arrestatie en ballingschap
Ondanks zijn successen werd Al-Moendhir door Maurice beschuldigd van verraad. Keizer Tiberius probeerde ze met elkaar te verzoenen. Maurice slaagde erin Tiberius te overtuigen van Moendhir's schuld. Het feit dat Al-Moendhir een 'barbaar' was en vooral dat hij zich vasthield aan het  monofysitistische geloof speelden hem parten. Al-Moendhir werd door keizer Tiberius naar Constantinopel geroepen om zich te verantwoorden. Al-Moendhir vergezeld door zijn vrouw en drie van zijn kinderen werd onmiddellijk gearresteerd. In de hoofdstad werd hij goed behandeld door Tiberius, die hem een comfortabele woning en geld gaf, maar hem bezoek weigerde.
In zijn thuisland kwam zijn oudste zoon Al-Nu'man in opstand. Een groot leger werd naar het oosten gestuurd om Nu'man een lesje te leren. In augustus 582 stierf keizer Tiberius en kwam Mauricius aan de macht. Al-Nu'man reisde naar Constantinopel om verzoening met Byzantium te vragen. In plaats daarvan werd ook hij gearresteerd. Al-Moendhir en Al-Nu'man werden verbannen naar Sicilië. Het is waarschijnlijk dat hij de man is die Paus Gregorius I de Grote in 600  "Anamundarus" noemde, wat aangeeft dat hij op dat moment nog leefde. Een 13e-eeuwse Syrische kroniek vermeldt verder dat Al-Moendhir na de omverwerping en moord in 602 van Mauricius naar huis mocht terugkeren.

## Nalatenschap
Al-Moendhir was een succesvolle militair bondgenoot van de Byzantijnen, vooral tegen de Lakhmiden, hij beschermde de zuidelijke flank van Byzantium. Politiek en commercieel was hij van groot belang in Arabië.  Ondanks zijn vurige toewijding aan het monofysitisme, bleef hij Byzantium trouw als de christelijke staat bij uitstek. Maar uiteindelijk leidden zijn onafhankelijk karakter en zijn rol als beschermer van de Monophysite kerk tot zijn ondergang en ballingschap. In de overweldigend pro-Chalcedonische sfeer van het bewind van Tiberius en Maurice, kon Al-Moendhir, in tegenstelling tot zijn vader Al-Harith, die werd beschermd door de Monophysitische keizerin Theodora I, niet rekenen op enige invloedrijke steun in Constantinopel.  Na de arrestatie van Al-Moendhir viel het rijk van de Ghassaniden uiteen. Dit zal grote gevolgen hebben voor de toekomst, het 'beschermende schild' van Byzantium  was verdwenen. De invallen uit de Arabische woestijn konden niet meer worden gestopt en zal het begin inluiden van de Islamitische veroveringen. Een paar jaar later verdween ook het rijk van de Lakhmiden, waardoor een machtsvacuüm ontstond in Noord-Arabië. Volgens historicus Michael Whitby kan het uitschakelen van Al-Moendhir eenvoudig worden gezien als de eliminatie van een "over-succesvolle quasi-cliënt buurman", die dreigde "te machtig te worden voor het welzijn van zijn vermeende beschermheer".
De Ghassaniden hebben ook een belangrijke culturele erfenis achtergelaten. Hun bescherming van de Syrisch christendom was cruciaal voor haar voortbestaan en heropleving, en zelfs de verspreiding ervan, via missionaire activiteiten, naar het zuiden in Arabië. Volgens de historicus Warwick Ball kan men zeggen dat de bevordering van de Ghassaniden van een eenvoudigere en meer rigide monotheïstische vorm van christendom in een specifiek Arabische context op de islam heeft geanticipeerd. De heerschappij van de Ghassaniden bracht ook een periode van aanzienlijke welvaart voor de Arabieren aan de oostelijke rand van Syrië, zoals blijkt uit de verbreiding van de verstedelijking en de sponsoring van verschillende kerken, kloosters en andere gebouwen. De overgebleven beschrijvingen van het leven aan Ghassanidische hof, geven een beeld van luxe en een actief cultureel leven, met bescherming van de kunst, muziek en vooral Arabischtalige poëzie. In de woorden van Ball "was het Ghassanidische hof, de belangrijkste centra voor Arabische poëzie vóór de opkomst van het Kalifaat". Hun hofcultuur, inclusief hun voorliefde voor woestijnpaleizen zoals Qasr ibn Wardan, vormden het model voor de Omajjaden. Onder de architectonische overblijfselen uit tijd van Al-Moendhir zijn het kasteel van Dumayr en in Sergiopolis (het huidige Resafa) de basiliek gewijd aan de heilige Sergius.